# モンタギュー (小惑星)
モンタギュー (535 Montague) は、小惑星帯に位置する小惑星である。
レイモンド・スミス・ドゥーガンがハイデルベルクで発見した小惑星で、生まれ故郷のマサチューセッツ州モンタギューにちなんで名づけられた。